# ورگل (بستان‌آباد)
وره گل یکی از روستاهای استان آذربایجان شرقی است که در دهستان سهند آباد، بخش تیکمه‌داش شهرستان بستان‌آباد واقع شده‌است.این روستا ۱۱۴ نفر جمعیت دارد.